# Carburazepam
Il carburazepam è uno psicofarmaco della categoria delle benzodiazepine.